# Haematotropis media
Haematotropis media är en mångfotingart som beskrevs av Golovatch, Hoffman och Spelda 2004. Haematotropis media ingår i släktet Haematotropis och familjen Aphelidesmidae. Inga underarter finns listade i Catalogue of Life.